# Le Freney-d'Oisans
Pour les articles homonymes, voir Freney.
Le Freney-d'Oisans est une commune française située dans le département de l'Isère en région Auvergne-Rhône-Alpes.
Située au cœur du massif montagneux de l'Oisans et dans le bassin versant de la rivière Romanche, la commune est adhérente à la Communauté de communes de l'Oisans.
Les habitants de la commune sont dénommés les Freynichons ou les Frenichons,.

## Géographie

### Localisation et description

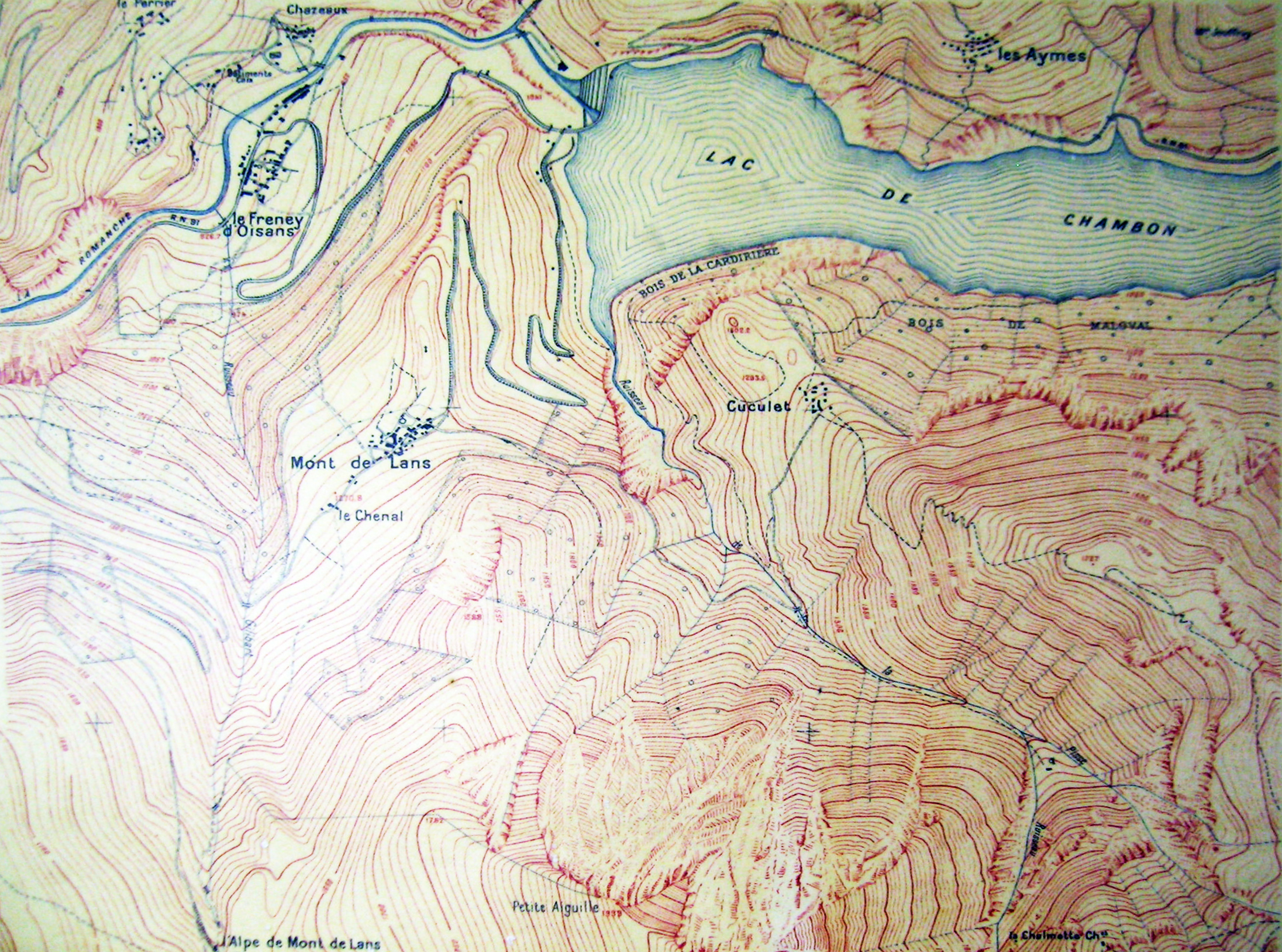
Plan topographique de Mont-de-Lans en 1947. Le Freney-d'Oisans est indiquée en haut à gauche.

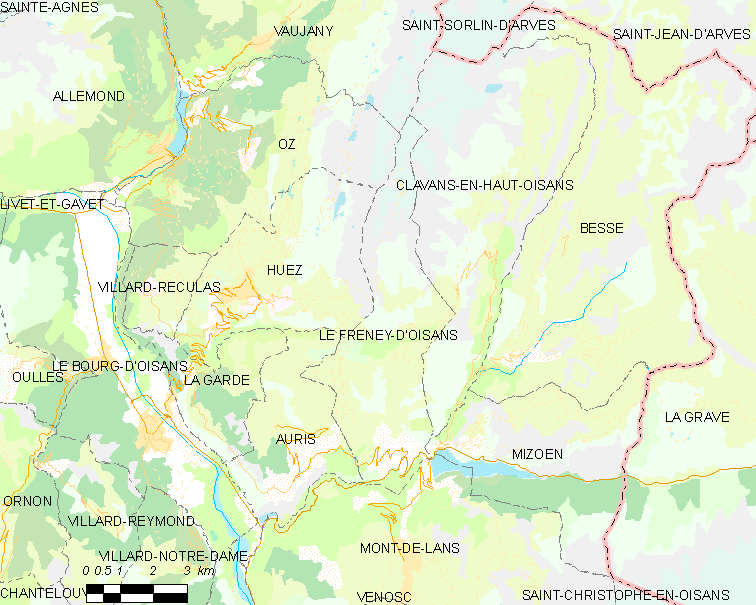
Plan de la commune et des communes voisines.

Le Freney-d'Oisans est un village de haute montagne, constitué d'un bourg et de plusieurs hameaux, situé dans le massif de l'Oisans, aux abords du massif des Écrins, dans les Alpes françaises.
Le village principal, situé dans la partie basse du territoire est traversé par l'ancienne RN91 devenue la route départementale 1091, qui relie Grenoble (Isère) à Briançon (Hautes-Alpes) après avoir traversé le territoire du Bourg-d'Oisans en contrebas des stations de ski de l'Alpe d'Huez et des Deux Alpes. Le village se positionne en aval du barrage du Chambon et du lac du même nom.
Le Freney-d'Oisans est situé (à vol d'oiseau) à 128 kilomètres au sud-est de Lyon, préfecture de la région Auvergne-Rhône-Alpes. La commune est également distante de 35 kilomètres de Grenoble, préfecture du département de l'Isère, ainsi que de 204 kilomètres de Marseille et 514 kilomètres de Paris.

### Communes limitrophes
Les communes accessibles relativement directement par une route carrossable sont : Auris en Oisans, Clavans-en-Haut-Oisans, Mizoën et Mont-de-Lans.
Si Oz et Vaujany ont des territoires limitrophes de celui du Freney-d'Oisans, en raison de la particularité du relief, aucune voie carrossable n'existe, il est alors nécessaire de contourner le massif montagneux et donc passer par Le Bourg-d'Oisans.

### Géologie
Le territoire de la commune située dans le massif de l'Oisans, massif de cristallins des Alpes externes.

### Hydrographie

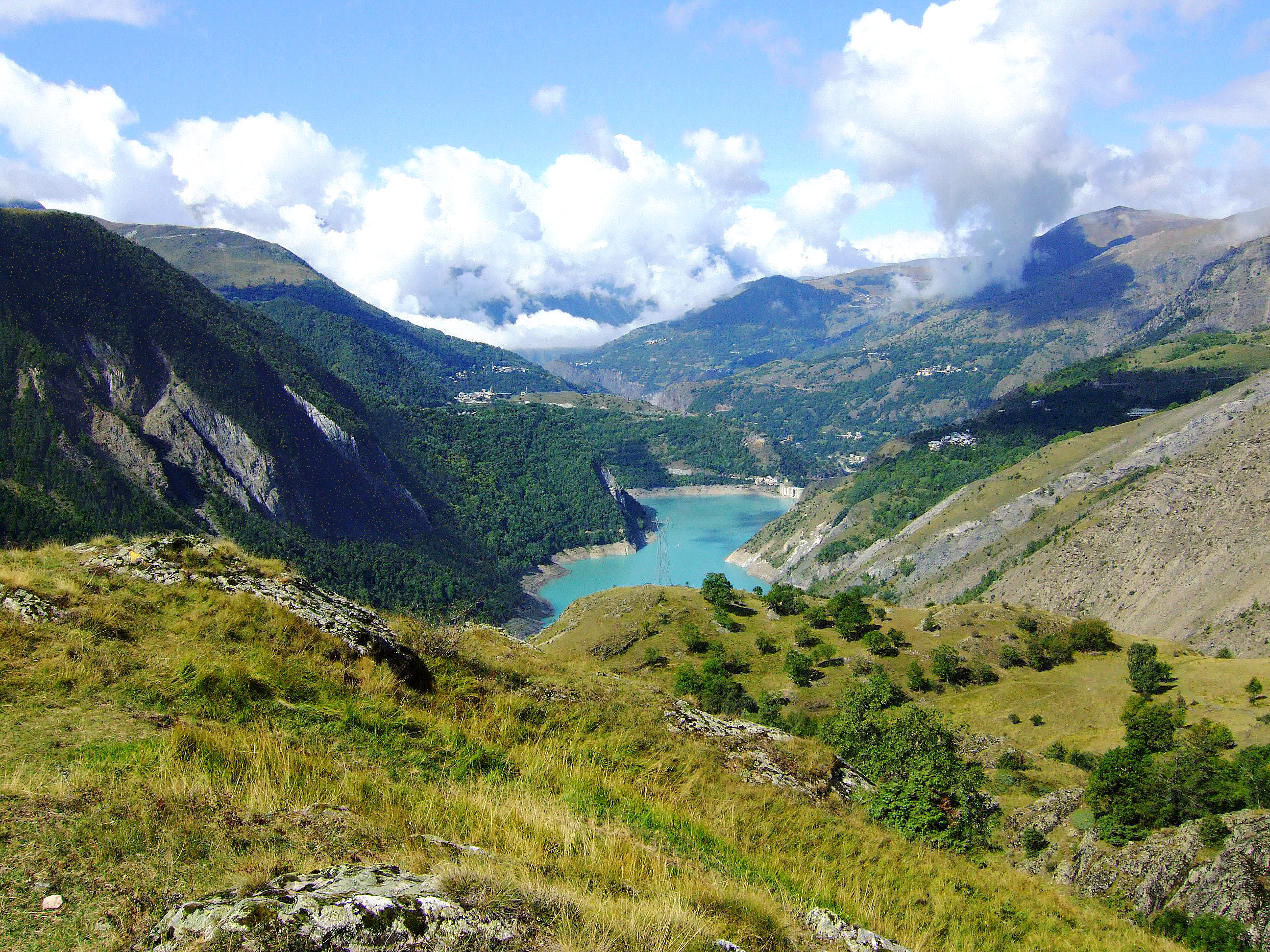
Le barrage du Chambon et en arrière-plan le secteur du Freney-d'Oisans.

Le territoire communal est traversé par la Romanche, grand  torrent alpin d'une longueur de 78,3 km et dont le cours est barré à la limite orientale par le barrage du Chambon.
Cette rivière reçoit en sa rive droite sur ce même territoire communal les eaux du Ferrand d'une longueur de 13 km à 200 mètres en dessous du barrage, ainsi que les eaux d'un torrent plus modeste, le Rif Fournel d'une longueur de 3,1 km.

### Climat
Pour des articles plus généraux, voir Climat d'Auvergne-Rhône-Alpes et Climat de l'Isère.
En 2010, le climat de la commune est de type climat de montagne, selon une étude du Centre national de la recherche scientifique s'appuyant sur une série de données couvrant la période 1971-2000. En 2020, Météo-France publie une typologie des climats de la France métropolitaine dans laquelle la commune est exposée à un climat de montagne ou de marges de montagne et est dans une zone de transition entre les régions climatiques « Alpes du nord » et « Alpes du sud ». 
Pour la période 1971-2000, la température annuelle moyenne est de 8,1 °C, avec une amplitude thermique annuelle de 17,3 °C. Le cumul annuel moyen de précipitations est de 1 259 mm, avec 9,3 jours de précipitations en janvier et 8 jours en juillet. Pour la période 1991-2020, la température moyenne annuelle observée sur la station météorologique de Météo-France la plus proche, « Besse », sur la commune de Besse à 5 km à vol d'oiseau, est de 7,7 °C et le cumul annuel moyen de précipitations est de 932,2 mm,. Pour l'avenir, les paramètres climatiques de la commune estimés pour 2050 selon différents scénarios d'émission de gaz à effet de serre sont consultables sur un site dédié publié par Météo-France en novembre 2022.

### Voies de communication
Le village principal est traversé par la route départementale 1091 (ex-RN 91), qui relie Grenoble (Isère) à Briançon (Hautes-Alpes), tout en se trouvant à proximité du Bourg-d'Oisans et des Deux Alpes. Il est également en aval du barrage du Chambon.
La RD211a qui débute au centre du bourg permet de rejoindre le territoire de la commune d'Auris-en-Oisans et sa station en traversant de nombreux hameaux et lieux-dits.
La RD 213 qui se sépare de la RD 1091 à la sortie orientale du territoire communal permet d'atteindre la station et commune des Deux-Alpes.

## Urbanisme

### Typologie
Au 1er janvier 2024, Le Freney-d'Oisans est catégorisée commune rurale à habitat dispersé, selon la nouvelle grille communale de densité à sept niveaux définie par l'Insee en 2022.
Elle est située hors unité urbaine et hors attraction des villes,.

### Occupation des sols
L'occupation des sols de la commune, telle qu'elle ressort de la base de données européenne d’occupation biophysique des sols Corine Land Cover (CLC), est marquée par l'importance des forêts et milieux semi-naturels (92 % en 2018), en diminution par rapport à 1990 (96,7 %). La répartition détaillée en 2018 est la suivante : 
milieux à végétation arbustive et/ou herbacée (42,5 %), espaces ouverts, sans ou avec peu de végétation (41,8 %), zones agricoles hétérogènes (8 %), forêts (7,7 %). L'évolution de l’occupation des sols de la commune et de ses infrastructures peut être observée sur les différentes représentations cartographiques du territoire : la carte de Cassini (XVIIIe siècle), la carte d'état-major (1820-1866) et les cartes ou photos aériennes de l'IGN pour la période actuelle (1950 à aujourd'hui).

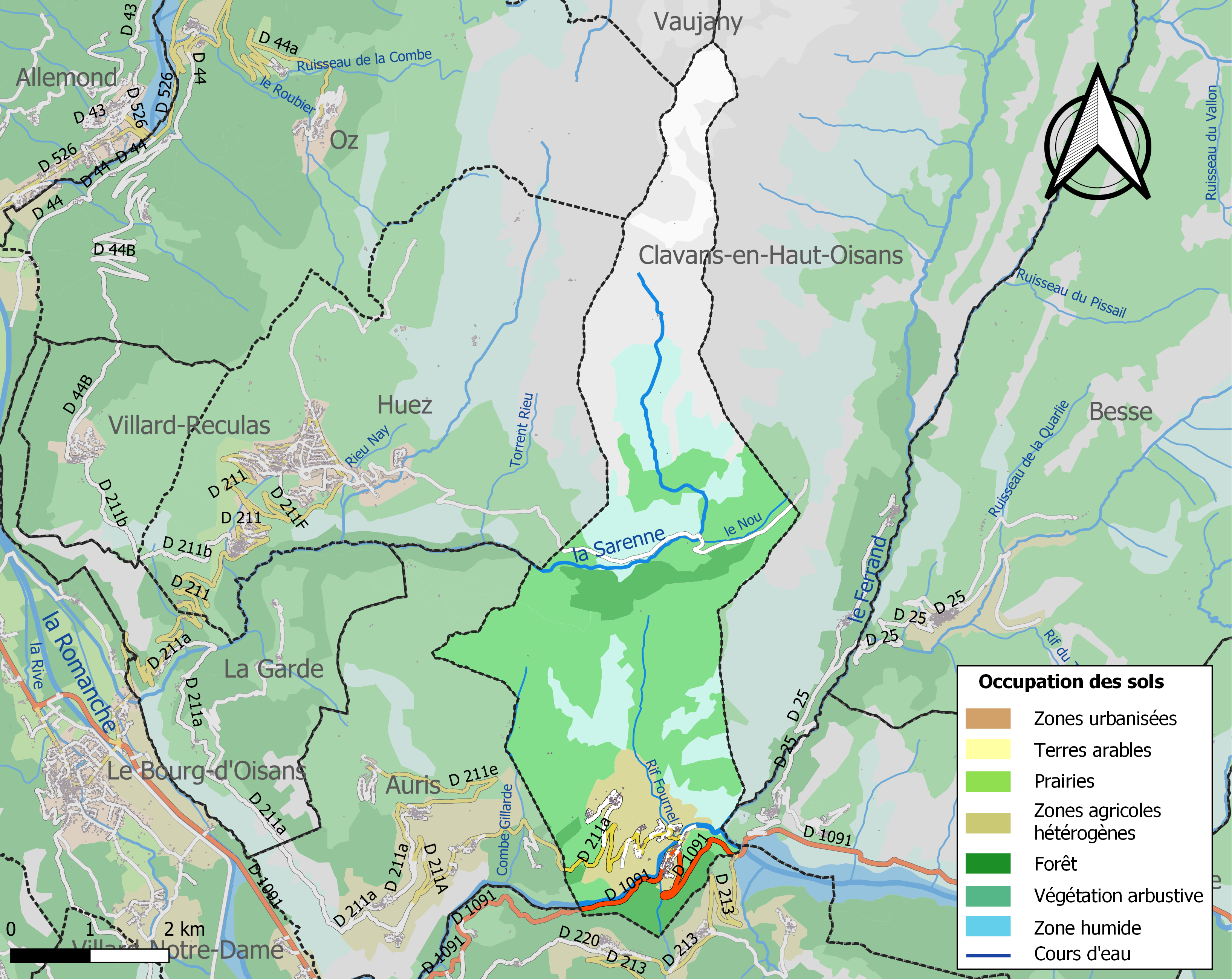
Carte des infrastructures et de l'occupation des sols de la commune en 2018 (CLC).

### Risques naturels

#### Risques sismiques
La totalité du territoire de la commune de La Côte-Saint-André est située en zone de sismicité n°3 (sur une échelle de 1 à 5), comme la plupart des communes du massif de l'Oisans dans le secteur isérois.
| Type de zone | Niveau            | Définitions (bâtiment à risque normal) |
| ------------ | ----------------- | -------------------------------------- |
| Zone 3       | Sismicité modérée | accélération = 1,1 m/s2                |

## Toponymie
Au XIe siècle, la paroisse est mentionnée sous la forme ecclesai S. Aeigii in Fraxeneto. Le toponyme dérive de frênaie.

## Histoire

### Antiquité
Avant la conquête romaine, l'Oisans, c'est-à-dire la vallée de la Romanche où se situe le bourg actuel du Freney, est habité par les Ucènes (en latin : Ucennii), peuple celto-ligure indépendant des Alpes qui contrôle la voie commerciale du col du Lautaret, et donc vers la plaine du Pô via le col de Montgenèvre. Ils établissent des relations commerciales avec le peuple gaulois des Allobroges. Leur frontière est matérialisée au poste nommé Fines, à Gavet
Après l'installation des romains et la pacification de la région, une voie romaine longe la vallée de la Romanche, reliant le col du Montgenevre à Grenoble.

### Moyen Âge
Le territoire fait partie de l'Oisans et dès le XIe siècle il appartient au Dauphiné de Viennois. Lors du « transport » de celui-ci au royaume de France, il devient une partie de la Province du Dauphiné.
Au XIIIe siècle, toute la vallée du Bourg-d'Oisans a été ensevelie par un lac naturel formé à la suite d'un éboulement de rochers dans la vallée de la Romanche. En 1219, le barrage ainsi formé céda et provoqua l'Inondation de Grenoble en 1219.

### Temps modernes et Époque contemporaine
Au cours de la Seconde Guerre mondiale, l'Oisans, à l'instar du Vercors, devient un haut-lieu de la résistance intérieure française face à l'occupation nazie.

## Politique et administration

### Administration municipale
En 2019, le conseil municipal est composé de onze membres (sept hommes et quatre femmes) dont un maire, deux adjoints au maire et huit conseillers municipaux. Quatre commissions municipales ont été créées en son sein et elles concernent l'urbanisme, le personnel communal, l'école et la sécurité des pistes.

### Liste des maires
| Période                                  | Période  | Identité          | Étiquette   | Qualité |
| ---------------------------------------- | -------- | ----------------- | ----------- | --- |
| Les données manquantes sont à compléter. |          |                   |             | |
| 1981                                     | En cours | Christian Pichoud | PS puis DVG | Retraité Conseiller général du canton du Bourg-d'Oisans (1998-2015) Président de la communauté de communes |

## Population et société

### Démographie
L'évolution du nombre d'habitants est connue à travers les recensements de la population effectués dans la commune depuis 1793. Pour les communes de moins de 10 000 habitants, une enquête de recensement portant sur toute la population est réalisée tous les cinq ans, les populations de référence des années intermédiaires étant quant à elles estimées par interpolation ou extrapolation. Pour la commune, le premier recensement exhaustif entrant dans le cadre du nouveau dispositif a été réalisé en 2007.

En 2022, la commune comptait 255 habitants, en évolution de +1,19 % par rapport à 2016 (Isère : +3,07 %, France hors Mayotte : +2,11 %).
| 1793 | 1800 | 1806 | 1821 | 1831 | 1836 | 1841 | 1846 | 1851 |
| ---- | ---- | ---- | ---- | ---- | ---- | ---- | ---- | ---- |
| 459  | 409  | 561  | 617  | 598  | 630  | 645  | 668  | 670  |

| 1856 | 1861 | 1866 | 1872 | 1876 | 1881 | 1886 | 1891 | 1896 |
| ---- | ---- | ---- | ---- | ---- | ---- | ---- | ---- | ---- |
| 655  | 626  | 586  | 539  | 501  | 509  | 451  | 423  | 407  |

| 1901 | 1906 | 1911 | 1921 | 1926 | 1931 | 1936 | 1946 | 1954 |
| ---- | ---- | ---- | ---- | ---- | ---- | ---- | ---- | ---- |
| 388  | 348  | 355  | 317  | 272  | 482  | 296  | 218  | 176  |

| 1962 | 1968 | 1975 | 1982 | 1990 | 1999 | 2006 | 2007 | 2012 |
| ---- | ---- | ---- | ---- | ---- | ---- | ---- | ---- | ---- |
| 210  | 154  | 133  | 180  | 177  | 221  | 270  | 277  | 252  |

| 2017 | 2022 | - | - | - | - | - | - | - |
| ---- | ---- | - | - | - | - | - | - | - |
| 252  | 255  | - | - | - | - | - | - | - |

### Enseignement
La commune est rattachée à l'académie de Grenoble.

### Vie associative et culturelle
Deux activités reconnues sont organisées sur le territoire :
- Club informatique Freneytique[30] ;
- Les Estivales du Freney[31].

### Médias
Historiquement, le quotidien régional Le Dauphiné libéré qui consacre, chaque jour, y compris le dimanche, dans son édition Romanche et Oisans, un ou plusieurs articles à l'actualité de la communauté de communes, du canton, ainsi que des informations sur les éventuelles manifestations locales.

### Cultes
Culte catholique
À l'instar des autres communes de l'Oisans, la communauté catholique et l'église du Freney-d'Oisans (propriété de la commune) dépendent de la paroisse Saint Bernard en Oisans dont le presbytère est situé au Bourg-d'Oisans. Cette paroisse est, elle-même, rattachée au diocèse de Grenoble-Vienne.

## Culture et patrimoine

### Patrimoine religieux
- L’église Saint-Arey, reconstruite en 1840 autour de l’ancien clocher roman.
- Oratoires.

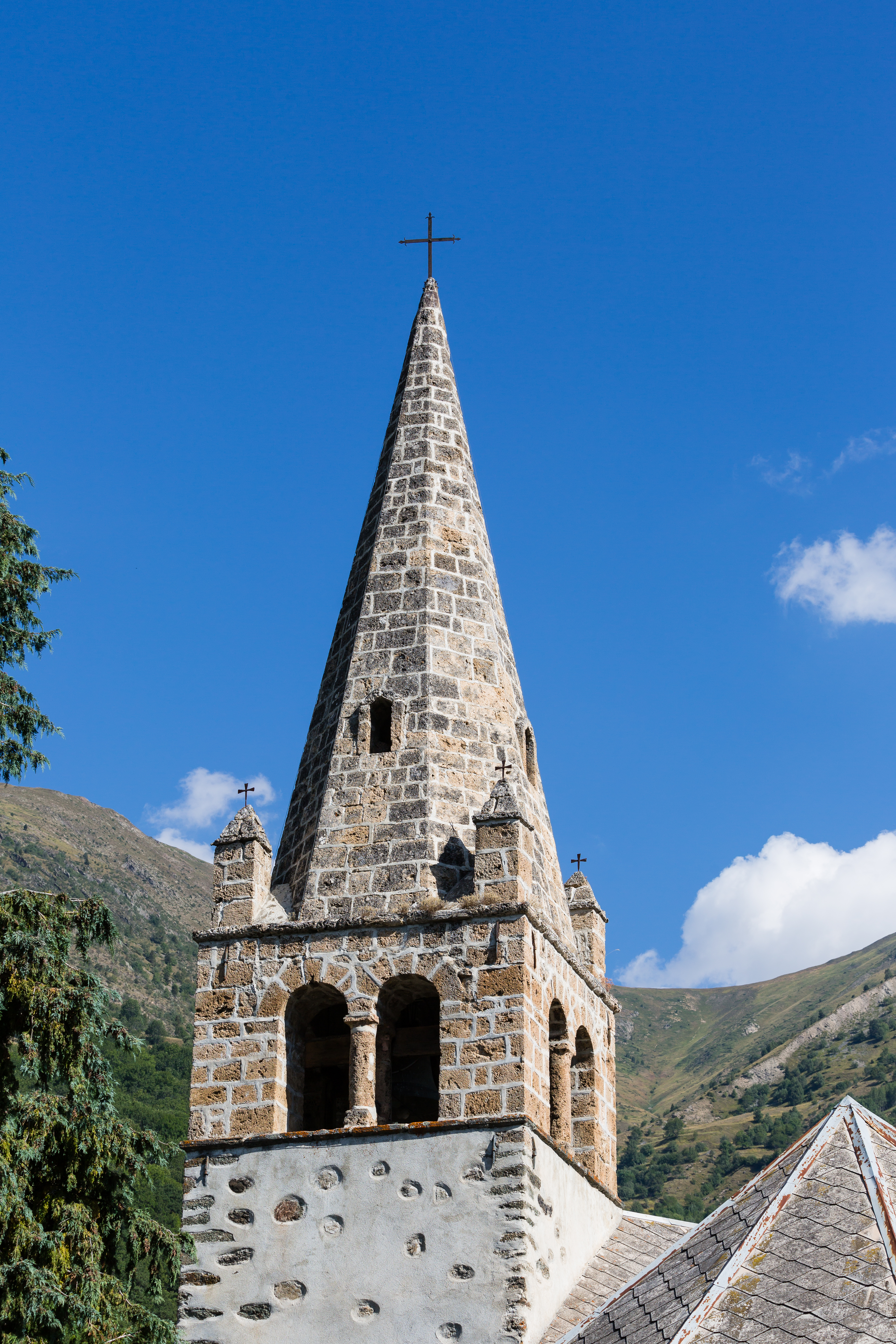
Le clocher roman de l’église Saint-Arey.
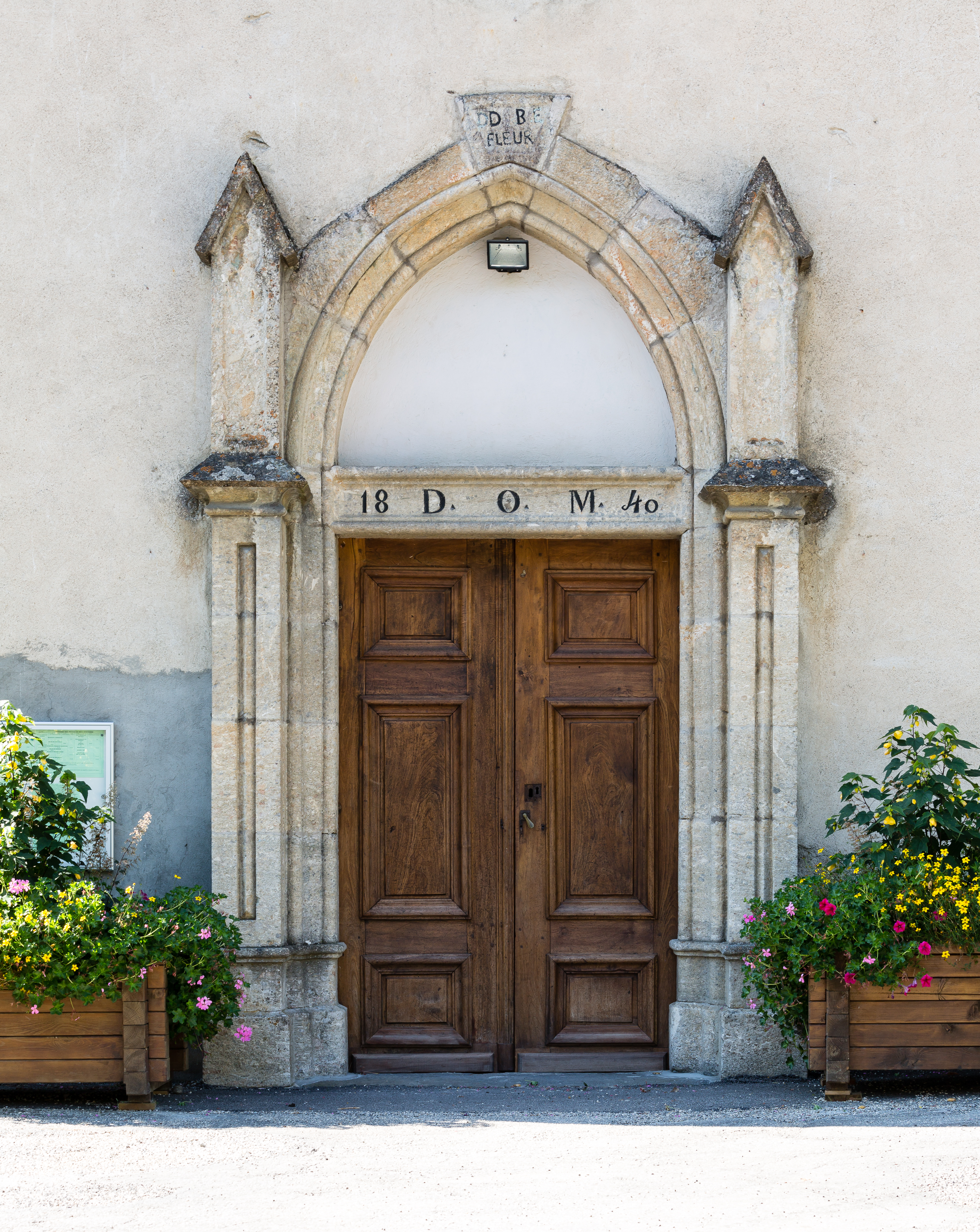
Portail de l'église Saint-Arey.

### Patrimoine naturel

#### Espaces verts et fleurissement
En mars 2017, la commune confirme le niveau « une fleur » au concours des villes et villages fleuris, ce label récompense le fleurissement de la commune au titre de l'année 2016.

### Héraldique
|  | Le Freney-d'Oisans possède des armoiries dont l'origine et le blasonnement exact ne sont pas disponibles. |